# Wirtschaftsjunioren Deutschland
 Die Wirtschaftsjunioren Deutschland (WJD) sind der größte Verband von jungen Unternehmern und Führungskräften in Deutschland.

## Ziele
Die Mitglieder kommen aus allen Bereichen der Wirtschaft. Durch ihren gemeinsamen Einsatz wollen sie die Akzeptanz für unternehmerisches Handeln in Deutschland erhöhen. Die Wirtschaftsjunioren wollen die Wirtschafts- und Gesellschaftspolitik der Bundesrepublik Deutschland in Europa aktiv mitgestalten, um damit die Wettbewerbsfähigkeit Deutschlands langfristig weltweit zu sichern. Die Organisation steht für den demokratischen Rechtsstaat als Voraussetzung für die Marktwirtschaft mit der Verpflichtung zu sozialer und ökologischer Verantwortung. Die Wirtschaftsjunioren setzen sich dafür ein, dass Deutschland auch weiterhin ein zuverlässiges Mitglied der Staatengemeinschaft bleibt.

## Organisation
Mitglied des WJD kann jeder werden, der selbständig ist, in einer Führungsposition arbeitet oder dies anstrebt und unter 40 Jahre alt ist. Der Verband hat mehr als 10.000 aktive Mitglieder unter 40 Jahren und über 7.000 Fördermitglieder.
Der WJD-Verband gehört zu über 100 Nationalverbänden, die im Weltverband „Junior Chamber International“ organisiert sind. Der JCI umfasst rund 8600 Juniorenkreise und hat rund 200.000 Mitglieder in 104 Ländern.
Der deutsche Verband wurde 1954 gegründet. Er unterteilt sich in 11 Landesverbände, denen wiederum mehr als 210 Kreisverbände angehören. Es gibt die Landesverbände Bayern, Baden-Württemberg, Berlin-Brandenburg, Hanseraum, Hessen, Nordrhein-Westfalen, Rheinland-Pfalz, Saarland, Sachsen, Sachsen-Anhalt und Thüringen.
Oberstes Organ der Juniorenkreise ist die Bundesdelegiertenversammlung, die zweimal im Jahr zusammentritt. Ihre Mitglieder sind die von den 215 Kreisen jeweils für ein Jahr gewählten Kreissprecher. Die Geschäftsführung der Kreisverbände nimmt in der Regel ein von der jeweiligen Industrie- und Handelskammer bestellter Geschäftsführer wahr. Die Geschäftsführung der Wirtschaftsjunioren Deutschland wird mit Zustimmung des Bundesvorsitzenden von der Deutschen Industrie- und Handelskammer in Berlin berufen. Verdiente WJD-Mitglieder können von JCI zum JCI Senator ernannt werden und bleiben so lebenslang in einem weltweiten Netzwerk miteinander verbunden.

## Bundesvorsitzende
- 2025 Constance Kaysser, Wirtschaftsjunioren Lüneburg[15]
- 2024 Simone Rechel, Wirtschaftsjunioren Darmstadt-Südhessen[16]
- 2023 Tobias Hocke, Wirtschaftsjunioren Göppingen, Bundeskonferenz Heilbronn-Franken[17]
- 2022 Denise Schurzmann, Wirtschaftsjunioren Rosenheim, Bundeskonferenz Mannheim - Ludwigshafen[18]
- 2021 Sebastian Döberl, Wirtschaftsjunioren Bayreuth, Kleine Bundeskonferenz Rust[19]
- 2020 Sebastian Döberl, Wirtschaftsjunioren Bayreuth, Kleine Bundeskonferenz Leipzig[20]
- 2019 Florian Gloßner, Wirtschaftsjunioren Bonn/Rhein-Sieg, Bergische Bundeskonferenz (Wuppertal, Solingen, Remscheid)[21]
- 2018 Kristine Lütke, Wirtschaftsjunioren Nürnberg, Bundeskonferenz Augsburg[22]
- 2017 Alexander Kulitz, Wirtschaftsjunioren Ulm/Neu-Ulm, Bundeskonferenz Köln[23]
- 2016 Horst Wenske, Wirtschaftsjunioren Karlsruhe, Bundeskonferenz Bodensee (Konstanz, Radolfzell und Singen)[24]
- 2015 Daniel Senf, Wirtschaftsjunioren Dresden, Bundeskonferenz Dortmund[25]
- 2014 Christian Wewezow, Wirtschaftsjunioren Heidelberg, JCI Weltkongress Leipzig[26]
- 2013 Sándor Mohácsi, Wirtschaftsjunioren Leipzig, Bundeskonferenz München
- 2012 Thomas Oehring, Wirtschaftsjunioren München, Bundeskonferenz Nürnberg
- 2011 Tobias Schuhmacher, Wirtschaftsjunioren Mainz (Rheinhessen), Bundeskonferenz Mainz
- 2010 Eva Fischer, Wirtschaftsjunioren Mittelrhein, Bundeskonferenz Karlsruhe
- 2009 Stefan Kirschsieper, Wirtschaftsjunioren Wuppertal, Bundeskonferenz Darmstadt
- 2008 Anja Siegler (geb. Kapfer), Wirtschaftsjunioren Hof, Bundeskonferenz Berlin-Potsdam
- 2007 Kirsten Hirschmann, Wirtschaftsjunioren Heilbronn-Franken, Bundeskonferenz Köln
- 2006 German Drechsler, Wirtschaftsjunioren Westerwald-Lahn, Bundeskonferenz Bamberg
- 2005 Thorsten Westhoff, Wirtschaftsjunioren Wuppertal, Bundeskonferenz Chemnitz
- 2004 Bert Christmann, Wirtschaftsjunioren Mainz (Rheinhessen), Bundeskonferenz Frankfurt/Offenbach
- 2003 Thomas Emmerling, Wirtschaftsjunioren Nürnberg, Bundeskonferenz Nürnberg
- 2002 Dominique Döttling, Wirtschaftsjunioren Mainz (Rheinhessen) und Wirtschaftsjunioren Göppingen, Bundeskonferenz Hamburg
- 2001 Martin Karren, Wirtschaftsjunioren Saarbrücken, Bundeskonferenz Wuppertal
- 2000 Franz J. Preis, Wirtschaftsjunioren Mainz (Rheinhessen) und Wirtschaftsjunioren Bad Kreuznach, Bundeskonferenz Baden-Baden
- 1999 Stefan Heidkamp, Wirtschaftsjunioren Berlin
- 1998 Rüdiger Latzig
- 1997 Uwe Hannig
- 1996 Hans-Dieter Over
- 1995 Hans-Joachim Wiese
- 1994 Frank Winkler
- 1993 Hans-Joachim Wiese
- 1992 Wolf Weyermann, Wirtschaftsjunioren Berlin
- 1991 Annette Winkler, Wirtschaftsjunioren Wiesbaden
- 1990 Hans-Werner Lindgens, Wirtschaftsjunioren Heidelberg
- 1989 Christian-Heinrich Sandler, Wirtschaftsjunioren Hof
- 1988 Peter Quirin, Wirtschaftsjunioren Dithmarschen/Heide
- 1987 Klaus Kozik, Wirtschaftsjunioren Aschaffenburg, Bundeskonferenz Freiburg
- 1986 Angelika Pohlenz, Wirtschaftsjunioren Wiesbaden, Bundeskonferenz Hamburg
- 1985 Angelika Pohlenz, Wirtschaftsjunioren Wiesbaden, Bundeskonferenz Heidelberg
- 1984 Karl-Heinz Schumacher, Wirtschaftsjunioren Wiesbaden, Bundeskonferenz Saarbrücken
- 1983 Karl Müller, Wirtschaftsjunioren Nürnberg, Bundeskonferenz Nürnberg
- 1982 Karl-Heinz Schumacher, Wirtschaftsjunioren Wiesbaden, Bundeskonferenz Münster
- 1981 Winfried Schmidt
- 1980 Arwed Löseke
- 1979 Günter Baumann
- 1978 Frank Steffen
- 1977 Wolfgang Krengel
- 1976 Wolfgang Krengel
- 1975 Hans W. Bovermann
- 1974 Horst Markgraf
- 1973 Horst Markgraf
- 1972 Rolf Sternjakob
- 1971 Marzell Bünnemeyer
- 1970 Otto Streng
- 1969 Dieter Schlecht
- 1968 Rüdiger Möhlenbeck
- 1967 Günter Herberg
- 1966 Harry Wirth
- 1965 Heinz Werner Otto
- 1964 Horst Pawlitzek
- 1963 Hans-Helmut Krüger

Die WJD-Bundesbeauftragten: 1954–1962
- 1962 Helmut Hansen
- 1961 Helmut Hansen
- 1960 Heinz Bloch
- 1959 Heinz Bloch
- 1958 Harald Schweitzer
- 1957 Harald Schweitzer
- 1956 Harald Schweitzer
- 1955 Harald Schweitzer
- 1954 Karl-Heinz Hölling

## Bundesgeschäftsführer
- seit 15. September 2023 Ann-Catrin Gras
- 2019–2023 Laura Jorde
- 2015–2019 Melanie Vogelbach
- 2008–2015 Dirk Binding
- 2005–2008 Swantje Zarinfar
- 1999–2005 Maren Diale-Schellschmidt
- 1994–1999 Ludger Birkendorf
- 1991–1994 Volker Görgen
- 1984–1991 Rainer Neumann
- 1977–1984 Manfred Dransfeld
- 1975–1977 Helmut Pehle
- 1960–1974 Helmut Bongartz
- 1954–1960 Sigmund Freiherr von Rottberg

## Internationale Auszeichnungen
Welt- und Europapreise der Weltorganisation JCI wurden 1947 erstmals vergeben. Seit 1954 sind die Bewertungskriterien in einem Manual zusammengefasst. Die Einreichungen erfolgen seit 2003 ausschließlich online. Die Auszeichnungen werden in vier Awards-Gruppen vergeben. Die Kriterien sowie Kategorien sind sowohl bei Welt- als auch bei allen Area-Auszeichnungen identisch.
- Gruppe A – Preiskategorie für Projekte aus Nationalverbänden
- Gruppe B – Preiskategorie für Projekte aus Kreisverbänden
- Gruppe C – Preiskategorie für die Auszeichnung verdienter Mitglieder
- Gruppe D – Preiskategorie für regionale und spezielle Preise